# Heromenes (Sohn des Aeropos)
Heromenes (altgriechisch Ἡρομένης Hēroménēs; † 336 v. Chr.), aus der Lynkestis, Sohn des Aeropos, war mit seinem Bruder Arrhabaios im Jahr 336 v. Chr. in die Ermordung des makedonischen Königs Philipp II. durch Pausanias verwickelt. Anlässlich der Leichenfeier des Mordopfers wurden sie hingerichtet. Ihr jüngerer Bruder Alexander „der Lynkeste“ wurde wegen des Attentats nicht behelligt, doch verriet er später Alexander den Großen und wurde 330 v. Chr. exekutiert.